# Royaume de Shu
Ne doit pas être confondu avec Ancien royaume de Shu.
Pour un article plus général, voir Trois Royaumes de Chine.
Pour les articles homonymes, voir Shu.
221–263
Entités précédentes :
- Chine (Dynastie Han)

Entités suivantes :
- Royaume de Wei
- Dynastie Jin

Batailles
Yiling/Xiaoting - Campagne contre le Wu - Campagne du Sud - Hefei (231) - Hefei (233) - Expéditions de Zhuge Liang - Hefei (234) - Shiting - Liaodong - Offensive du Wu - Xingshi - Koguryo - Gaoping - Expéditions de Jiang Wei (Didao) - Dongxing - Hefei (253) - Shouchun - Cao Mao - chute du Shu - Zhong Hui - Chute du Wu
Le royaume de Shu (蜀, shǔ) ou Shu-Han (traditionnel : 蜀漢 ; simplifié : 蜀汉 ; shǔhàn) est un royaume situé à l’extrême sud-ouest de la Chine, fondé par Liu Bei et Zhuge Liang en 221. Avec ceux du Wei au nord et du Wu au sud-est, il fait partie des Trois Royaumes se partageant le territoire de la Chine durant la période éponyme. Il est annexé par Wei en 265, marquant ainsi le début de la dynastie Jin. Quelques années plus tard, la conquête du Wu par le Jin achève la réunification de la Chine.

## Histoire

### Fondation du royaume et règne de Liu Bei
Pendant le déclin de la dynastie Han, Liu Bei, un parent éloigné de l'empereur, fédéra des hommes de talent et, suivant les conseils de Zhuge Liang, s'empara d'une partie de la province de Jing, de l'intégralité de celle de Yi, ainsi que de la ville de Hanzhong. En 219, le général Lü Meng, agissant pour le compte de Sun Quan du Wu, s'empara de la plupart des territoires contrôlés par Liu Bei dans la province de Jing. Peu après, le général de confiance de Liu Bei, Guan Yu, fut capturé, puis exécuté par les troupes de Sun Quan après sa défaite lors de la bataille de Fancheng. Après que Cao Pi ait détrôné l'empereur Xiandi et proclamé la dynastie Wei, Liu Bei s'autoproclama empereur de Chine, successeur de la dynastie Han et dirigeant réel de la Chine en 221. Même si Liu Bei se dit fondateur de la dynastie Shu Han, il affirmait seulement poursuivre l'héritage des précédents empereurs Han.
En 222, le premier conflit majeur de la période des Trois Royaumes de Chine commença. Liu Bei attaqua avec 100 000 hommes le royaume de Wu pour venger la mort de Guan Yu et Zhang Fei. Il fut vaincu à la bataille de Yiling, en raison de graves erreurs tactiques. Son camp fut incendié et ses troupes, à l'origine en surnombre, furent décimées. Il survécut à ce désastre et s'enfuit vers Baidi, mais il y tomba malade et mourut l'année suivante. Son fils Liu Shan lui succéda.

### Règne de Liu Shan et chute du royaume

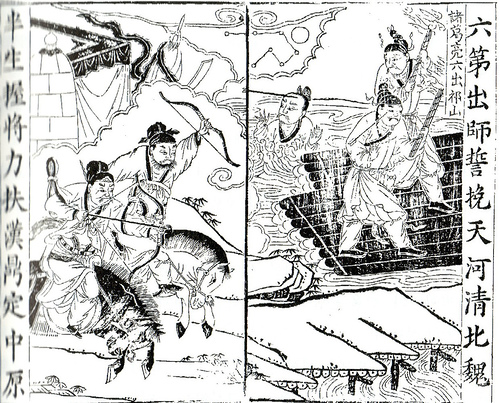
Image datant de la dynastie Qing et représentant une bataille entre le Wei et le Shu sur les rives de la rivière Wei, lors d'un des nombreux conflits entre les deux royaumes, pendant la période des Trois Royaumes.

#### La régence de Zhuge Liang
Liu Shan, le fils de Liu Bei, succéda à son père à l'âge de 16 ans, ce qui faisait de lui le plus jeune des dirigeants des trois royaumes. Avant de mourir, Liu Bei a eu le temps de choisir le chancelier de Shu Zhuge Liang et le général Li Yan comme régents pour aider Liu Shan à diriger le royaume de Shu.
Zhuge Liang était le dirigeant de facto du royaume au début du règne de Liu Shan et était responsable de la plupart des choix politiques de Shu pendant sa régence. Lorsque Liu Shan a succédé à son père, le Shu était la plus faible des trois grandes puissances. Après la défaite de 222, la partie de la province de Jing qui était précédemment détenue par le Shu était maintenant sous le contrôle de Wu. le royaume de Shu ne comprenait que la partie ouest de la province de Yi, tandis que Wei contrôlait la partie nord de cette province et le Wu la partie est. Cela a grandement limité le Shu en termes de ressources et de main-d'œuvre. Pour redresser la situation, Zhuge Liang commence par placer à des postes clefs des hommes en qui il avait toute confiance, tels que Fei Yi, Dong Yun, Guo Youzhi et Xiang Chong; afin d'assurer au Shu un gouvernement efficace et quasiment exempt de corruption. Ensuite, il a mis tout en œuvre pour faire la paix avec le Wu, et a réaffirmé l'alliance entre Sun Quan et le Shu. Et lorsque Sun Quan a rompu avec le Wei en 229 en se déclarant empereur de Wu ; le Shu reconnait immédiatement sa légitimité.
La population de Shu n'était pas assez importante pour permettre au royaume de rivaliser avec son ennemi, le Wei. Même si le Shu pouvait se défendre efficacement, il n'avait pas la capacité à lancer contre son rival une campagne pouvant déboucher sur une victoire. La première étape pour résoudre ce problème fut de lancer en 225 une offensive contre le Nanman, une zone située dans l'actuelle province du Yunnan. Cela assura d'avoir une base de recrutement plus importante pour l'armée, ainsi que plus d'esclaves et le contrôle du commerce avec l'Inde.
Après cette expédition, Zhuge Liang appliqua sa politique visant à conquérir le royaume de Wei, non seulement pour les terres fertiles du nord, mais aussi pour renverser le gouvernement et restaurer la légitimité de la dynastie Shu Han. Il lança donc à partir de 228 plusieurs invasions vers le nord, qui échouèrent toutes. Finalement, il mourut de maladie en 234 au cours de la cinquième tentative, après avoir désigné Jiang Wan pour lui succéder et Fei Yi pour succéder à Jiang Wan le moment venu.

#### Les successeurs de Zhuge Liang et la chute du royaume
Conformément aux désirs du mourant, Jiang Wan devint le nouveau régent du Shu. C'était un administrateur compétent, qui a poursuivi la politique intérieure de son prédécesseur, assurant un gouvernement toujours efficace et une corruption toujours quasi inexistante. Il était également connu pour sa capacité à prendre en compte les avis autres que le sien et son humilité. Par contre, le nouveau régent n'avait pas les compétences militaires de l'ancien. Rapidement, Jiang Wan a abandonné la politique d'agression permanente contre le Wei, et en 241 il a fait se replier la plupart des troupes stationnées à la grande ville-frontière de Hanzhong vers le comté de Fu. À partir de cette date, le Shu resta la plupart du temps sur la défensive et ne représenta plus une menace pour le Wei.
Lorsque la nouvelle de ces mouvements de troupes arrivèrent au Wu, la plupart des membres de la cour les interprètent comme un signe prouvant que le Shu voulait abandonner l'alliance entre les deux royaumes, pour signer un traité avec le Wei. A contrario, Sun Quan, l'empereur du Wu, comprit parfaitement qu'il s'agissait d'un signe de faiblesse de la part du Shu et non de la fin de l'alliance.
En 243, Jiang Wan tomba malade et transmit la plupart de ses pouvoirs à Fei Yi et Dong Yun, l'assistant de ce dernier. Ainsi, lorsque Cao Shuang, le régent du Wei, attaqua Hanzhong en 244, c'est Fei Yi qui dirigea les troupes qui infligèrent une défaite majeure au Wei lors de la bataille de Xingshi. Malgré tout, Jiang Wan resta très influent jusqu'à sa mort en 245. Peu après Jiang Wan, Dong Yun mourut à son tour; ce qui profita à Huang Hao, un eunuque qui faisait partie des proches de Liu Shan et que Dong Yun maintenait à l'écart du pouvoir. Huang Hao était considéré comme un manipulateur corrompu, ce qui n’empêcha pas son pouvoir d'augmenter après la mort de Dong. Il commençait à s'immiscer dans les affaires du royaume, au prix d'une détérioration de l'efficacité étatique, qui était la marque de fabrique du Shu depuis la régence de Zhuge Liang.
Après les morts de Jiang Wan et Dong Yun, Liu Shan a nommé Jiang Wei assistant de Fei Yi. Dans les faits, les deux hommes se préoccupaient surtout des affaires militaires, pendant que l'empereur s'impliquait de moins en moins dans les affaires civiles, ce au profit de Huang Hao dont l'influence était de plus en plus importante. Dès qu'il arriva à son nouveau poste, Jiang Wei voulut renouer avec la politique étrangère de Zhuge Liang et recommencer à attaquer le Wei. Fei Yi approuvait en partie cette stratégie, et autorisa Jiang Wei à organiser des raids sur les frontières du Wei. Par contre, il ne lui accordait qu'un nombre limité de soldats pour ses attaques, car il jugeait que le Shu n'avait pas les moyens pour une confrontation à grande échelle contre le Wei.
En 253, Fei Yi est assassiné par le général Guo Xun (郭循). Guo est un général du Wei, qui avait été forcé de se rendre lors d'une bataille et avait joué le jeu de l'allégeance au Shu, tout en restant fidèle au Wei. Profitant d'une fête, Guo Xun révéla son vrai visage en tuant Fei Yi, espérant ainsi porter un coup mortel au Shu. À partir de cette date, la réalité du pouvoir est entre les mains d'un triumvirat : l’eunuque Huang Hao et Zhuge Zhan, le fils de Zhuge Liang, contrôlent les affaires civiles, pendant que le général Jiang Wei devient l'autorité militaire suprême du royaume.
Depuis 247, Jiang Wei tentait à son tour de conquérir le Wei lors d'une série d'expéditions, qui deviennent plus nombreuses et violentes après 253. Mais il fut repoussé à chaque fois, comme Zhuge Liang en son temps.
En 263, Wei profita de la faiblesse de Shu et l'attaqua à son tour. Grâce à la brillante stratégie des généraux de Wei, Zhong Hui et Deng Ai, le Hanzhong et la capitale Chengdu tombèrent rapidement entre leurs mains. Jiang Wei capitula face à Zhong Hui, qu'il essaya d'inciter à se rebeller contre Deng Ai, dans l'espoir de relancer Shu Han, en essayant de tirer profit des temps chaotiques et de ramener l'empereur Liu Shan au pouvoir. Cependant son plan échoua et il fut tué, ainsi que Hui Zhong et Deng Ai, par leurs soldats. Tout de suite après, l'empereur Liu Shan fut capturé et amené dans la capitale de Wei, Luoyang, où il reçut le titre de duc d'Anle (安乐公 ; signifiant duc de confort) et prit sa retraite en paix. De nombreux réfugiés tels que des nobles et des soldats s'enfuirent vers l'ouest jusque chez les Sassanides lorsque Shu Han tomba en 263.

## Économie

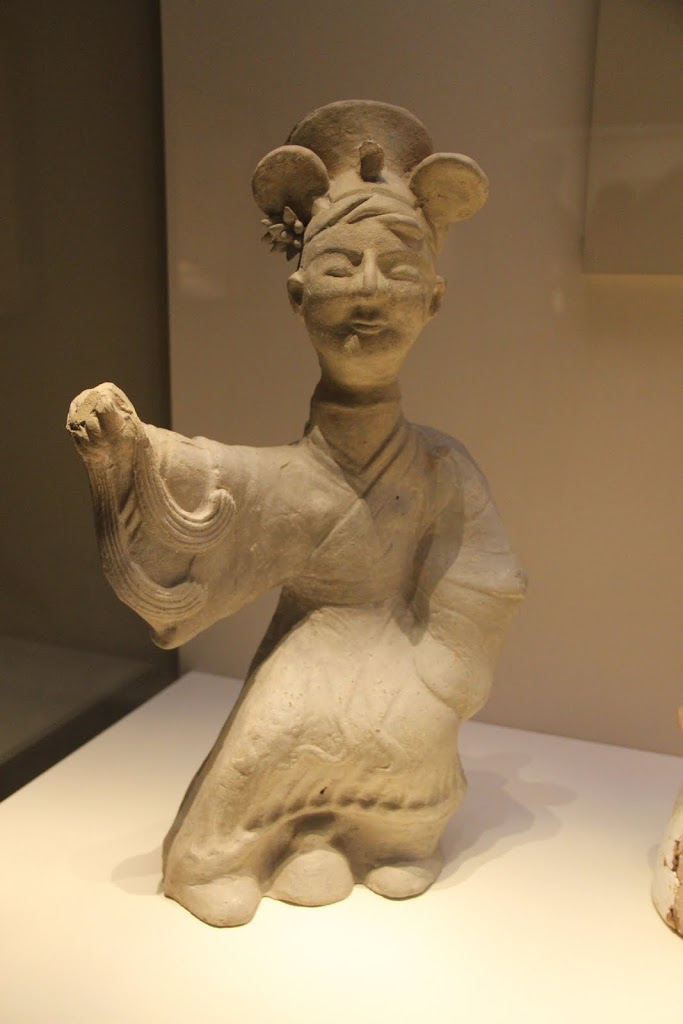
Musicien du royaume de Shu. Statuette funéraire mingqi, de terre cuite.

Le Shu avait beau être le plus faible des trois royaumes, son économie n'était pas sous-développée pour autant.
En effet, il ne fut pas seulement une nation de guerre et pendant les années de paix, on effectua des travaux d'irrigation et de construction de routes afin d'améliorer l'économie. Plusieurs de ces infrastructures publiques existent encore et sont largement utilisées. Par exemple, le projet de contrôle des eaux de Zipingpu existe toujours, près de Chengdong dans la province du Sichuan. Ces travaux ont ainsi amélioré l'économie du sud-ouest de la Chine et peuvent être considérés comme le commencement de l'activité économique dans la région. Ils permirent également de commercer avec le royaume voisin de Wu.
Dans un autre registre, la conquête du pays des Nanman a permis au Shu de prendre le contrôle des routes commerciales terrestres avec l'Inde, une source de revenus non négligeable.

## Empereurs du Royaume de Shu
| nom posthume              | nom de famille (en gras) et nom propre | Règne   | noms d’ère et leurs dates de début et fin                                                      | Notes |
| ------------------------- | -------------------------------------- | ------- | ---------------------------------------------------------------------------------------------- | --- |
| Empereur Zhaolie 昭烈皇帝 | Liu Bei 劉備                           | 221-223 | - Zhangwu 章武 (221-223)                                                                       | Fondateur du royaume, Liu Bei mourut en 223 après avoir tenté de reconquérir la province de Jing contre Sun Quan. Il est aussi appelé l'« Ancien Seigneur » (先主) dans certains textes historiques. |
| Empereur Xiaohuai         | Liu Shan 劉禪                          | 223-263 | - Jianxing 建興 (223-237) - Yanxi 延熙 (238-257) - Jingyao 景耀 (258-263) - Yanxing 炎興 (263) | Fils de Liu Bei, Liu Shan est souvent dépeint comme un dirigeant incapable, qui laisse le pouvoir réel à ses premiers ministres. En 265, lorsque Wei attaque le Royaume, l'empereur capitule sans résistance dès que les troupes ennemies approchent de sa capitale. Pendant la dynastie Jin, il reçoit de manière posthume le titre de duc Si d'Anle (安樂思公). Il est ensuite honoré comme l'"Empereur Xiaohuai" (孝懷皇帝) par Liu Yuan (empereur) (en), le fondateur du Han Zhao, un des États de la période des Seize Royaumes. Il est aussi appelé le « Seigneur Tardif » (後主) dans certains textes historiques. |

## Impératrices du Shu Han

### Femme de Liu Bei
- Impératrice Mu, comme aussi sous le nom d'impératrice Wu (221 à 223)

### Femmes de Liu Shan
- Impératrice Zhang, connue aussi sous le nom d'impératrice Jing'ai (223 à 237)
- Impératrice Zhang (237 à 263)

## Liste des territoires du Shu Han
| Commanderies   | Xian                       |
| -------------- | -------------------------- |
| Shu 蜀         | Chengdu 成都               |
| Shu 蜀         | Fan 繁                     |
| Shu 蜀         | Jiangyuan 江原             |
| Shu 蜀         | Linqiong 臨邛              |
| Shu 蜀         | Pi 郫                      |
| Zitong 梓潼    | Zitong 梓潼                |
| Zitong 梓潼    | Fu 涪                      |
| Zitong 梓潼    | Hande 漢德                 |
| Zitong 梓潼    | Hanshou 漢壽               |
| Zitong 梓潼    | Boshui 白水                |
| Guanghan 廣漢  | Luo 雒                     |
| Guanghan 廣漢  | Shifang 什邡               |
| Guanghan 廣漢  | Mianzhu 綿竹               |
| Guanghan 廣漢  | Xindu 新都                 |
| Guanghan 廣漢  | Yangquan 陽泉              |
| Han 漢         | Qi 郪                      |
| Han 漢         | Deyang 德陽                |
| Han 漢         | Wucheng 五城               |
| Han 漢         | Guanghan 廣漢              |
| Wenshan 汶山   | Wenshan 汶山               |
| Wenshan 汶山   | Jiandi 湔氐                |
| Wenshan 汶山   | Du'an 都安                 |
| Wenshan 汶山   | Miansi 綿虒                |
| Wenshan 汶山   | Pingkang 平康              |
| Wenshan 汶山   | Canling 蠶陵               |
| Wenshan 汶山   | Guangrou 廣柔              |
| Wenshan 汶山   | Boma 白馬                  |
| Ba 巴          | Jiangzhou 江州             |
| Ba 巴          | Dianjiang 墊江             |
| Ba 巴          | Linjiang 臨江              |
| Ba 巴          | Zhi 枳                     |
| Baxi 巴西      | Langzhong 閬中             |
| Baxi 巴西      | Xichong 西充國             |
| Baxi 巴西      | Nanchong 南充國            |
| Baxi 巴西      | Hanchang 漢昌              |
| Baxi 巴西      | Xuanhan 宣漢               |
| Baxi 巴西      | Anhan 安漢                 |
| Baxi 巴西      | Dangqu 宕渠                |
| Badong 巴東    | Yong'an (Yufu) 永安 (魚復) |
| Badong 巴東    | Quren 朐忍                 |
| Badong 巴東    | Yangqu 羊渠                |
| Badong 巴東    | Beijing 北井               |
| Badong 巴東    | Handan 漢單                |
| Badong 巴東    | Wu 巫                      |
| Fuling 涪陵    | Hanfu 漢復                 |
| Fuling 涪陵    | Fuling 涪陵                |
| Fuling 涪陵    | Hanping 漢平               |
| Fuling 涪陵    | Hanjia 漢葭                |
| Fuling 涪陵    | Wanning 萬寧               |
| Jianwei 犍為   | Wuyang 武陽                |
| Jianwei 犍為   | Nan'an 南安                |
| Jianwei 犍為   | Bodao 僰道                 |
| Jianwei 犍為   | Zizhong 資中               |
| Jianwei 犍為   | Niubing 牛鞞               |
| Jiangyang 江陽 | Jiangyang 江陽             |
| Jiangyang 江陽 | Fu 符                      |
| Jiangyang 江陽 | Han'an 漢安                |
| Hanjia 漢嘉    | Hanjia 漢嘉                |
| Hanjia 漢嘉    | Xi 徙                      |
| Hanjia 漢嘉    | Yandao 嚴道                |
| Hanjia 漢嘉    | Maoniu 旄牛                |

| Commanderies  | Xian           |
| ------------- | -------------- |
| Hanzhong 漢中 | Nanzheng 南鄭  |
| Hanzhong 漢中 | Baozhong 褒中  |
| Hanzhong 漢中 | Mianyang 沔陽  |
| Hanzhong 漢中 | Chenggu 成固   |
| Hanzhong 漢中 | Nanxiang 南鄉  |
| Wudu 武都     | Xiabian 下辯   |
| Wudu 武都     | Hechi 河池     |
| Wudu 武都     | Ju 沮          |
| Wudu 武都     | Wudu 武都      |
| Wudu 武都     | Gudao 故道     |
| Wudu 武都     | Qiangdao 羌道  |
| Yinping 陰平  | Yinping 陰平   |
| Yinping 陰平  | Pingguang 平廣 |

| Commanderies   | Xian                 |
| -------------- | -------------------- |
| Zhuti 朱提     | Zhuti 朱提           |
| Zhuti 朱提     | Nanguang 南廣        |
| Zhuti 朱提     | Hanyang 漢陽         |
| Zhuti 朱提     | Nanchang 南昌        |
| Zhuti 朱提     | Tanglang 堂狼        |
| Yuexi 越巂     | Huiwu 會無           |
| Yuexi 越巂     | Qiongdu 邛都         |
| Yuexi 越巂     | Beishui 卑水         |
| Yuexi 越巂     | Dingzha 定苲         |
| Yuexi 越巂     | Taideng 臺登         |
| Yuexi 越巂     | Anshang 安上         |
| Yuexi 越巂     | Xindao 新道          |
| Yuexi 越巂     | Qianjie 潛街         |
| Yuexi 越巂     | Sanfeng 三縫         |
| Yuexi 越巂     | Suqi 蘇祁            |
| Yuexi 越巂     | Chan 闡              |
| Zangke 牂柯    | Qielan 且蘭          |
| Zangke 牂柯    | Tanzhi 談指          |
| Zangke 牂柯    | Yelang 夜郎          |
| Zangke 牂柯    | Wulian 毋斂          |
| Zangke 牂柯    | Bi 鄨                |
| Zangke 牂柯    | Pingyi 平夷          |
| Zangke 牂柯    | Guangtan 廣談        |
| Yunnan 雲南    | Yunnan 雲南          |
| Yunnan 雲南    | Longdong 梇棟        |
| Yunnan 雲南    | Qingling 青蛉        |
| Yunnan 雲南    | Gufu 姑復            |
| Yunnan 雲南    | Xielong 邪龍         |
| Yunnan 雲南    | Yeyu 楪榆            |
| Yunnan 雲南    | Suijiu 遂久          |
| Xinggu 興古    | Juting 句町          |
| Xinggu 興古    | Wanwen 宛溫          |
| Xinggu 興古    | Louwo 漏臥           |
| Xinggu 興古    | Bengu 賁古           |
| Xinggu 興古    | Hanxing 漢興         |
| Xinggu 興古    | Jincheng 進乘        |
| Xinggu 興古    | Xifeng 西豐          |
| Xinggu 興古    | Xisui 西隨           |
| Xinggu 興古    | Duofeng 鐸封         |
| Jianning 建寧  | Wei 味               |
| Jianning 建寧  | Cun (Mayi) 存 (馬邑) |
| Jianning 建寧  | Mudan 母單           |
| Jianning 建寧  | Tonglai 同瀨         |
| Jianning 建寧  | Muma 牧麻            |
| Jianning 建寧  | Guchang 穀昌         |
| Jianning 建寧  | Lianran 連然         |
| Jianning 建寧  | Qinzang 秦臧         |
| Jianning 建寧  | Shuangbai 雙柏       |
| Jianning 建寧  | Yuyuan 俞元          |
| Jianning 建寧  | Xiuyun 修雲          |
| Jianning 建寧  | Dianchi 滇池         |
| Jianning 建寧  | Tonglao 同勞         |
| Jianning 建寧  | Tongjing 同井        |
| Jianning 建寧  | Shengxiu 勝休        |
| Jianning 建寧  | Jianling 建伶        |
| Yongchang 永昌 | Buwei 不韋           |
| Yongchang 永昌 | Yongshou 永壽        |
| Yongchang 永昌 | Bisu 比蘇            |
| Yongchang 永昌 | Nanfu 南涪           |
| Yongchang 永昌 | Suitang 巂唐         |
| Yongchang 永昌 | Ailao 哀牢           |
| Yongchang 永昌 | Bonan 博南           |